# Caseidae
A Caseidae az emlősszerűek (Synapsida) osztályához és a Pelycosauria rendjéhez tartozó család.

## Leírásuk
A Caseidae család elterjedt, növényevő pelycosaurid emlősszerű család volt, amely a kora perm vége felé jelent meg és a középső perm vége felé halt ki. Az állatok hossza 1-5,8 méter között volt. A testfelépítésükhöz képest, az állatoknak nem volt nagy csontváza. A Caseidae-fajoknak nagy teste és kis feje volt; testük hordószerűnek nézhetett ki. Egyesek, mint amilyenek az Angelosaurus és a Cotylorhynchus, amelyeknek mérete meghaladta a 4 métert - így a legnagyobb Pelycosauriákká válva - , azt a szerepet töltötték be, amelyet a későbbi permben a Pareiasauruszok és a növényevő Dinocephaliák.
A Caseidae állatok koponyái abban különböznek a többi Pelycosauriákétól, hogy nagyok a halántékcsontjai, külső orruk van (ami lehet, hogy nedvességet-érzékelő és -tartósító szervet tartalmazott), nagy az orrüregük és a felső állcsonton levő fogsor olyan alakban rendeződik, mintha csőrt alkotna. A koponya külső felszínén mély, kerek lyukak és néhol hasadékok találhatók. A Caseidae család tagjainak oldalsó fogai nagyon hasonlóak a Pareiasauruszok fogaira.
Eltérően a legtöbb emlősszerűtől, kivéve az Edaphosaurust, amely szintén egy növényevő, a Caseidae-fajoknak nagyon is egyforma alakú foga volt. Az oldalsó- és őrlőfogak száma csökkent. Az összes Caseidae csigolyája kis méretű, teste tömzsi, hordó alakú és lába vastag.

## Rendszerezés
A családba az alábbi nemek tartoztak:
- Angelosaurus
- Casea típusnem
- Caseoides
- Caseopsis
- Cotylorhynchus
- Ennatosaurus
- Oromycter
- Phreatophasma